# Giovanna Gray (Vaccai)
Giovanna Gray es una ópera en tres actos del compositor italiano Nicola Vaccai, con libreto en italiano de Carlo Pepoli, basado en la tragedia teatral Lady Jane Grey de Nicholas Rowe. Fue estrenada en el Teatro de La Scala de Milán el 23 de febrero de 1836.

## Historia
Tras varios fracasos, Nicola Vaccai abandona la ópera y se traslada a París y a Londres, donde escribe su famoso Método práctico vocal. Pero, a la muerte de su padre, regresa a Italia: en el otoño de 1835, María Malibrán va a cantar su Giulietta e Romeo, y además protragonizará la nueva ópera que componga Vaccai. El libreto de esta nueva ópera corrió a cargo de Carlo Pepoli, que el año anterior había escrito el de I Puritani de Vincenzo Bellini. Pepoli basó el libreto en la obra teatral de Rowe, que, al igual que en su libreto precedente, se basaba en un acontecimiento histórico muy del gusto romántico de la época, la ejecución por traición de Lady Jane Grey.
La ópera no funcionó en su estreno milanés, en parte por la debilidad del libreto y en parte por problemas de la Malibrán, de forma que solo se representaron 3 funciones, y esto impidió su difusión posterior. Hubo rumores de que se iba arepresentar en Londres, por la propia Malibrán o por Giulia Grisi, pero esto finalmente no sucedió.
La ópera no ha sido recuperada en época moderna. 

## Personajes
| Personaje                                                                   | Voz          | Elenco del estreno Director de orquesta: Eugenio Cavallini |
| --------------------------------------------------------------------------- | ------------ | ---------------------------------------------------------- |
| Giovanna Gray                                                               | mezzosoprano | María Malibrán                                             |
| Lord Guilford, su esposo                                                    | tenor        | Domenico Reina                                             |
| Enrico Gray, Duque de Suffolk y padre de Giovanna                           | bajo         | Ignazio Marini                                             |
| Giovanni Dudley, Duque de Northumberland y padre de Guilford                | bajo         | Carlo Marcolini                                            |
| Anna (amiga de Giovanna)                                                    | mezzosoprano | Felicita de Baillou-Hillaret                               |
| Arturo, comandante de la torre de Londres, partidario de María              | tenor        | Napoleone Marconi                                          |
| Lord canciller                                                              | bajo         | Bartolomeo Mignani                                         |
| Lores y pares de Inglaterra, cortesanos, soldados, damas amigas de Giovanna |              |                                                            |

## Argumento
La acción tiene lugar en Londres en 1553.  
Acto I
Peristilo en el palacio del rey de Inglaterra
Los cortesanos aguardan la muerte del agonizante Eduardo VI y se preguntan a quién designará como su sucesor. Enrico cuenta que el estado del rey es irreversible, mientras en privado muestra su satisfacción por poder retener el poder. Llega Dudley con la noticia de la muerte del Rey y la designación de su sucesora, Giovanna Gray, a quien los presentes alaban. Llega entonces Guilford, y cuando le informan que su esposa será reina le invade el temor. Dudley obliga a los presentes a jurar lealtad a la nueva reina. 
Sala en los aposentos de Giovanna
Giovanna está feliz con su vida, pero narra un sueño que ha tenido, en el que una pastorcilla moría tras ser coronada (aria: Delle cetre e dell'arpe il bel suono). Llega Guilford, con aspecto triste, y le informa a su esposa de la muerte del rey y de que ella ha sido nombrada su sucesora. Enrico y Dudley confirman la noticia, y cuando Giovanna se plantea rechazar la corona, su padre se enfrenta a ella y le hace cambiar de opinión. Guilford no se atreve a hablar, aunque recuerda el funesto precedente de Ana Bolena. Dudley le advierte del gran peligro que corren: María ambiciona el trono, y darle cualquier oportunidad de obtenerlo supondría la muerte para todos ellos.  
Planta baja del palacio de la Duquesa de Suffolk, ante los jardines
Giovanna duda; Guilford le insta a aceptar, ya que en caso contrario el trono recaerá en María y se vengará en ellos. Giovanna firma su aceptación y la pareja se promete amor. Cuando Enrico ve que su hija ha aceptado hace abrir el acceso a los jardines, donde el pueblo festeja a la nueva reina. Giovanna habla ante el pueblo, y Guilford ve que se le escapan las lágrimas por el miedo que tiene, aunque su padre le dice que es sólo porque está emocionada. Giovanna consigue recomponerse y sus palabras provocan las alabanzas de los presentes.  
Acto II
Galería en la Torre de Londres 
Las tropas de María han derrotado a Dudley, y los presentes se preparan para defender a Giovanna. Arturo, secreto partidario de María, se prepara para engañar a Enrico. Guilford está enfurecido con todos porque les considera traidores, incluyendo su propio padre, pero Enrico finalmente le convence de que tome las armas para defender a su esposa (dúo: Volgi, volgi il guardo intorno). Cuando éste se va, Enrico trata de ocultarle la verdad a su hija, pero Guilford no tarda en regresar con la noticia de la muerte de su padre y de que Giovanna ha perdido el trono. Giovanna, recordando que sigue ciñendo la corona, ordena que abran paso a los soldados de María, y ante ellos renuncia al trono en favor de María y le jura obediencia. Pero el canciller trae la orden de detener a ella, a su esposo y a su padre. 
Acto III
Prisión subterránea en la Torre de Londres
Se ha decretado la sentencia de muerte para Giovanna y todos lloran su suerte. Su amiga Anna cuenta que ha querido vestirse de blanco para volver a casarse con Guilford en el cielo. Giovanna al principio delira recordando a su madre, luego consuela a Anna diciéndole que ha llegado el fin de sus males. Se escucha desde el exterior la voz de Guilford despidiéndose de su esposa camino del patíbulo, y ella le pide que le espere. Se abren entonces las puertas, dejando a la vista las escaleras que suben al patio de la torre. Arturo anuncia que es la hora de la ejecución; Giovanna le entrega a Anna un medallón con el retrato de su madre, pide a todos que recen por ella y, delirando cree escuchar un coro de ángeles y se dirige a reunirse con su esposo. 

## Estructura
- Sinfonía

Acto I
- N. 1 - Introducción Dalla reggia ov'è lutto e terror (Coro, Enrico, Dudley, Guilford)
- N. 2 - Coro y cavatina Chi non vide Giovanna la bella - Delle cetre e dell'arpe il bel suono (Giovanna, Coro)
- N. 3 - Cuarteto Voce del Ciel divina (Giovanna, Dudley, Enrico, Guilford)
- N. 4 - Finale primo Se tu nieghi, ah! Tu ben sai - Figlia, è pur ver? (Guilford, Giovanna, Enrico, Dudley, Coro)

Acto II
- N. 5 - Introducción Ansanti e perplessi gli araldi son spessi! (Coro, Arturo)
- N. 6 - Dueto Volgi, volgi il guardo intorno (Guilford, Enrico)
- N. 7 - Trío Dimmi, s'è ver che m'ami (Giovanna, Enrico, Guilford)
- N. 8 - Coro Oh patria! Oh popolo! plaudi, ti desta
- N. 9 - Finale secondo Turbato nell'anima (Canciller, Giovanna, Chorus, Guilford, Enrico, Coro)

Act III
- N. 10 - Introducción Dormi, infelice, posati (Chorus, Chancellor)
- N. 11 - Coro y aria final Ai cantici del duolo - A me, diletto sposo... (Giovanna, Canciller, Anna, Arturo, Coro)

## Discografía
No existe por el momento ninguna grabación de la ópera.